# Austrostelis iheringi
Austrostelis iheringi är en biart som först beskrevs av Carlos Schrottky 1910.  Austrostelis iheringi ingår i släktet Austrostelis och familjen buksamlarbin. Inga underarter finns listade i Catalogue of Life.